# Платинапентабериллий
Платинапентабериллий — бинарное неорганическое соединение
платины и бериллия
с формулой Be5Pt,
кристаллы.

## Получение
- Сплавление стехиометрических количеств чистых веществ:

{\displaystyle {\mathsf {Pt+5Be\ {\xrightarrow {T}}\ Be_{5}Pt}}}

## Физические свойства
Платинапентабериллий образует кристаллы
кубической сингонии,
пространственная группа F d3m,
параметры ячейки a = 0,5974 нм, Z = 4,
структура типа пентабериллийзолота AuBe5
.
Соединение плавится при температуре >1100°С.